# Municipio de Grant (condado de Ida)
El municipio de Grant (en inglés: Grant Township) es un municipio ubicado en el condado de Ida en el estado estadounidense de Iowa. En el año 2010 tenía una población de 181 habitantes y una densidad poblacional de 1,96 personas por km².

## Geografía
El municipio de Grant se encuentra ubicado en las coordenadas 42°15′41″N 95°29′35″O / 42.26139, -95.49306. Según la Oficina del Censo de los Estados Unidos, el municipio tiene una superficie total de 92.53 km², de la cual 92,41 km² corresponden a tierra firme y (0,13 %) 0,12 km² es agua.

## Demografía
Según el censo de 2010, había 181 personas residiendo en el municipio de Grant. La densidad de población era de 1,96 hab./km². De los 181 habitantes, el municipio de Grant estaba compuesto por el 100 % blancos. Del total de la población el 0,55 % eran hispanos o latinos de cualquier raza.